# Bisencya gutticollis
Bisencya gutticollis är en skalbaggsart som beskrevs av Waterhouse 1882. Bisencya gutticollis ingår i släktet Bisencya och familjen Melolonthidae. Inga underarter finns listade.